# کارینا سورین
کارینا سِـوِرین (لهستانی: Karina Seweryn؛ زادهٔ ۳ سپتامبر ۱۹۷۸) بازیگر اهل لهستان است.
از فیلم‌ها یا مجموعه‌های تلویزیونی که وی در آن‌ها نقش داشته‌است، می‌توان به تاج پادشاهان، دوستان، هتل ۵۲، پزشکان، قانون حقیقی، یولیا، در خوشی و سختی، پدر متیو، رنگ‌های خوشبختی و وینچی اشاره نمود.